# Oratorio di San Filippo (L'Aquila)
L'oratorio di San Filippo Neri è un edificio religioso dell'Aquila, situato nel quarto di San Pietro.
Deve la sua realizzazione all'ordine monastico di San Filippo Neri che lo edificò alla metà del XVIII secolo, in prossimità della chiesa dell'ordine. Allo scioglimento dell'ordine, nel 1862, l'oratorio è stato sconsacrato e destinato ad altri usi; nella seconda metà del XX secolo è stato concesso alla chiesa evangelica che vi ha localizzato il proprio tempio.

## Storia
Come per l'adiacente chiesa di San Filippo, le vicende costruttive dell'oratorio sono legate a quelle dell'ordine aquilano di San Filippo Neri che, nel corso del XVII secolo, realizzò in città, tra via degli Scardassieri e via degli Speziali (oggi via Cavour), un complesso monastico costituito da chiesa, convento ed oratorio. Il terremoto dell'Aquila del 1703 danneggiò gravemente il complesso, causando il crollo dell'oratorio dedicato a San Girolamo, il cui sito fu venduto per la realizzazione della chiesa di Santa Caterina Martire.
Al termine dei lavori di ristrutturazione della chiesa, avvenuti tra il 1708 e il 1715, l'ordine decise di edificare un nuovo oratorio acquistando, nel 1719, una proprietà adiacente al San Filippo e riutilizzando parte dell'originario convento seicentesco. Completato il progetto, di cui rimane ignota la paternità, nel 1741 si poté dare inizio ai lavori che si prodigarono per almeno un decennio; nel 1753 la costruzione era pressoché terminata, venendo riprodotta nella celebre Pianta dell'Aquila del Vandi. A questa data, successivamente alla definizione dell'articolazione interna, è probabile che si sia realizzata la facciata che presenta vistosi richiami all'architettura neoclassica di fine Settecento.
La costruzione dell'edificio consentì di localizzare, lungo tutta la via, le strutture dell'ordine; il collegamento tra l'oratorio e la chiesa di San Filippo avveniva tramite un'arcata sopraelevata sulla via dell'Oratorio che separa le due costruzioni. L'arcata venne poi demolita alla fine del XIX secolo. Nel 1862 l'ordine dei filippini fu soppresso e l'oratorio divenne di proprietà comunale, passando poi, solo nella seconda metà del XX secolo, in concessione alla chiesa evangelica.

## Descrizione
L'oratorio è situato in via Cavour, nel locale di Amiterno, all'interno del quarto di San Pietro. Costituisce il margine settentrionale del complesso aquilano dei filippini che si sviluppava lungo tutta la via e comprendeva anche convento e chiesa di San Filippo, collegati l'un l'altro ma indipendenti fra loro.

### Esterno
Il volume dell'oratorio, con pianta rigorosamente rettangolare, si evidenzia bene nell'impianto cittadino, nonostante le radicali modifiche avvenute nel corso del XX secolo con la nascita di via Sallustio.
La facciata — in un barocco maturo con influenze neoclassiche d'origine romana — è volta su via Cavour e si presenta quadrangolare, con tetto a capanna; a differenza della vicina chiesa lasciata a grezzo, il fronte è rivestito in conci di pietra e intonacato. È inoltre caratterizzato da due coppie di paraste che sorregge un frontone triangolare, lasciando al centro un breve spazio in cui sono localizzati, in asse, portale e finestrone quadrangolare con balconcino interno.

### Interno
L'interno è particolarmente interessante, non tanto per una complessità delle forme quanto per l'articolazione spaziale che, pur derivando dallo schema seicentesco borrominiano, viene reinterpretata in senso tardo-barocco e in chiave oratoriana. L'oratorio si presenta ad aula unica con alta volta lunettata, finemente stuccata, che raccoglie al suo interno una cornice ovale centrale. Tutti i lati dell'aula, tuttavia, sono divisi in tre campi ciascuno da paraste corinzie: la controfacciata e la parete di fondo presentano inoltre una suddivisione orizzontale in tre ordini, di cui il secondo presenta una balconata in pietra bianca e il terzo un loggiato.
La particolare ricerca spaziale ed il risultato, inusuale nel campo dell'architettura religiosa aquilana ed eccellente in termini di ariosità e musicalità, fu probabilmente dovuto alle esigenze dell'oratorio di ospitare esecuzioni teatrali e concerti.